# Anguillai labdarúgó-bajnokság (első osztály)
Az AFA Senior Male League az anguillai labdarúgó-bajnokságok legfelsőbb osztályának elnevezése. 1997-ben alapították és 7 csapat részvételével zajlik. A bajnok a bajnokok Ligájában indulhat.

## A 2011–2012-es bajnokság résztvevői
- Doc's United FC
- FC Strikers
- Kicks United FC (The Valley)
- Roaring Lions FC (Stoney Ground)
- Salsa Ballers FC
- Spartans International FC (The Valley)
- Sunset Homes Attackers FC (The Valley-North)

## Az eddigi bajnokok
Korábbi győztesek sorrendben:
- 1997/98 : Spartans International (The Valley)
- 1998/99 : Attackers FC (The Valley-North)
- 1999/00 : Természeti katasztrófa miatt elmaradt
- 2000/01 : Roaring Lions FC (Stoney Ground)
- 2001/02 : Roaring Lions FC (Stoney Ground)
- 2002/03 : Roaring Lions FC (Stoney Ground)
- 2004 : Spartans International (The Valley)
- 2005/06 : Roaring Lions FC (Stoney Ground)
- 2006/07 : Kicks United FC (The Valley)
- 2007/08 : Attackers FC (The Valley-North)
- 2008/09 : Attackers FC (The Valley-North)
- 2009/10 : Roaring Lions FC (Stoney Ground)[2]
- 2010/11 : Kicks United FC (The Valley)

## Bajnoki címek eloszlása
| Klub                   | Város            | Bajnoki címek | Utolsó    |
| ---------------------- | ---------------- | ------------- | --------- |
| Roaring Lions FC       | Stoney Ground    | 10            | 2022      |
| Kicks United FC        | The Valley       | 5             | 2019      |
| Attackers FC           | The Valley-North | 4             | 2012-13   |
| Spartans International | The Valley       | 2             | 2004      |
| Doc's United FC        | George Hill      | 1             | 2023      |
| Salsa Ballers          | George Hill      | 1             | 2015–2016 |